# 12e étape du Tour de France 2008
Pour un article plus général, voir Tour de France 2008.
La 12e étape du Tour de France 2008 s'est déroulée le 17 juillet. Le parcours de 168,5 km reliait Lavelanet à Narbonne.

## Profil de l'étape
Longue de 168,5 km, cette étape part de Lavelanet, dans l'Ariège. Le tracé entre ensuite dans le département de l'Aude après le lac de Montbel, puis passe par Quillan et emprunte la seule côte référencée du jour, la côte de Camperié (4e catégorie, 58e km). Le parcours est ensuite en descente sur plusieurs dizaines de kilomètres et entre dans les Pyrénées-Orientales. Le premier sprint est situé à Saint-Paul-de-Fenouillet. Le peloton se dirige vers le nord, revient dans l'Aude et l'arrivée à Narbonne.

## La course
Le départ de l'étape est marquée par l'annonce du contrôle positif de Riccardo Riccò et le retrait de l'équipe Saunier Duval-Scott.
Arnaud Gérard (FDJ) et Samuel Dumoulin (COF) s'échappent au km 36, ils comptent jusqu'à 3 min 20 s d'avance puis sont rejoints par Juan José Oroz (EUS). Ils sont rejoints par le peloton à 9,5 km de l'arrivée, le sprint massif à l'arrivée est remporté par Mark Cavendish qui gagne ainsi une 3e victoire d'étape.

## Sprints intermédiaires
| Premier   | Arnaud Gérard   | 6 pts. |
| Deuxième  | Samuel Dumoulin | 4 pts. |
| Troisième | Óscar Freire    | 2 pts. |

| Premier   | Samuel Dumoulin | 6 pts. |
| Deuxième  | Arnaud Gérard   | 4 pts. |
| Troisième | Juan José Oroz  | 2 pts. |

## Côtes
| - 1. Col de Campérié, 4e catégorie (kilomètre 57,5) \| Premier \| Samuel Dumoulin \| 3 pts. \| \| Deuxième \| Arnaud Gérard \| 2 pts. \| \| Troisième \| Sebastian Lang \| 1 pts. \| |                 |        |
| Premier | Samuel Dumoulin | 3 pts. |
| Deuxième | Arnaud Gérard   | 2 pts. |
| Troisième | Sebastian Lang  | 1 pts. |

## Classement de l'étape
| Classement de la 12e étape | Classement de la 12e étape | Classement de la 12e étape | Classement de la 12e étape | Classement de la 12e étape |
|                            | Coureur                    | Pays                       | Équipe                     | Temps                      |
| -------------------------- | -------------------------- | -------------------------- | -------------------------- | -------------------------- |
| 1er                        | Mark Cavendish             | GBR                        | Team Columbia              | en 3 h 40 min 52 s         |
| 2e                         | Sébastien Chavanel         | FRA                        | Française des jeux         | m.t.                       |
| 3e                         | Gert Steegmans             | BEL                        | Quick Step                 | m.t.                       |
| 4e                         | Erik Zabel                 | GER                        | Team Milram                | m.t.                       |
| 5e                         | Óscar Freire               | ESP                        | Rabobank                   | m.t.                       |
| 6e                         | Francesco Chicchi          | ITA                        | Liquigas                   | m.t.                       |
| 7e                         | Thor Hushovd               | NOR                        | Crédit agricole            | m.t.                       |
| 8e                         | Leonardo Duque             | COL                        | Cofidis                    | m.t.                       |
| 9e                         | Julian Dean                | NZL                        | Garmin Chipotle            | m.t.                       |
| 10e                        | Heinrich Haussler          | GER                        | Gerolsteiner               | m.t.                       |
| modifier                   |                            |                            |                            |                            |

## Classement général
| Classement général | Classement général    | Classement général | Classement général | Classement général  |
|                    | Coureur               | Pays               | Équipe             | Temps               |
| ------------------ | --------------------- | ------------------ | ------------------ | ------------------- |
| 1er                | Cadel Evans           | AUS                | Silence-Lotto      | en 50 h 23 min 05 s |
| 2e                 | Fränk Schleck         | LUX                | Team CSC Saxo Bank | + 01 s              |
| 3e                 | Christian Vande Velde | USA                | Garmin Chipotle    | + 38 s              |
| 4e                 | Bernhard Kohl         | AUT                | Gerolsteiner       | + 46 s              |
| 5e                 | Denis Menchov         | RUS                | Rabobank           | + 57 s              |
| 6e                 | Carlos Sastre         | ESP                | Team CSC Saxo Bank | + 1 min 28 s        |
| 7e                 | Kim Kirchen           | LUX                | Team Columbia      | + 1 min 56 s        |
| 8e                 | Vladimir Efimkin      | RUS                | AG2R-La Mondiale   | + 2 min 32 s        |
| 9e                 | Mikel Astarloza       | ESP                | Euskaltel-Euskadi  | + 3 min 51 s        |
| 10e                | Vincenzo Nibali       | ITA                | Liquigas           | + 4 min 18 s        |
| modifier           |                       |                    |                    |                     |

## Classements annexes

### Classement par points
| Classement par points | Classement par points | Classement par points | Classement par points | Classement par points |
| --------------------- | --------------------- | --------------------- | --------------------- | --------------------- |
|                       | Coureur               | Pays                  | Équipe                | Point(s)              |
| 1er                   | Óscar Freire          | ESP                   | Rabobank              | 162 points            |
| 2e                    | Kim Kirchen           | LUX                   | Team Columbia         | 138 pts               |
| 3e                    | Thor Hushovd          | NOR                   | Crédit agricole       | 136 pts               |
| modifier              |                       |                       |                       |                       |

### Classement de la montagne
| Classement du meilleur grimpeur | Classement du meilleur grimpeur | Classement du meilleur grimpeur | Classement du meilleur grimpeur | Classement du meilleur grimpeur |
| ------------------------------- | ------------------------------- | ------------------------------- | ------------------------------- | ------------------------------- |
|                                 | Coureur                         | Pays                            | Équipe                          | Point(s)                        |
| 1er                             | Sebastian Lang                  | GER                             | Gerolsteiner                    | 58 points                       |
| 2e                              | Bernhard Kohl                   | AUT                             | Gerolsteiner                    | 56 pts                          |
| 3e                              | Fränk Schleck                   | LUX                             | Team CSC Saxo Bank              | 46 pts                          |
| modifier                        |                                 |                                 |                                 |                                 |

### Classement du meilleur jeune
| Classement général du meilleur jeune | Classement général du meilleur jeune | Classement général du meilleur jeune | Classement général du meilleur jeune | Classement général du meilleur jeune |
|                                      | Coureur                              | Pays                                 | Équipe                               | Temps                                |
| ------------------------------------ | ------------------------------------ | ------------------------------------ | ------------------------------------ | ------------------------------------ |
| 1er                                  | Vincenzo Nibali                      | ITA                                  | Liquigas                             | en 50 h 27 min 23 s                  |
| 2e                                   | Roman Kreuziger                      | CZE                                  | Liquigas                             | + 2 min 42 s                         |
| 3e                                   | Maxime Monfort                       | BEL                                  | Cofidis                              | + 2 min 49 s                         |
| modifier                             |                                      |                                      |                                      |                                      |

### Classement par équipes
| Classement par équipes | Classement par équipes | Classement par équipes | Classement par équipes |
|                        | Équipe                 | Pays                   | Temps                  |
| ---------------------- | ---------------------- | ---------------------- | ---------------------- |
| 1re                    | Team CSC Saxo Bank     | Danemark               | en 151 h 01 min 25 s   |
| 2e                     | AG2R-La Mondiale       | France                 | + 4 min 49 s           |
| 3e                     | Gerolsteiner           | Allemagne              | + 15 min 23 s          |
| modifier               |                        |                        |                        |

### Combativité
Arnaud Gérard (La Française des jeux)

## Abandons
- Baden Cooke (Barloworld)
- L'équipe Saunier Duval-Scott s'étant retirée de la course, ses six derniers coureurs sont non-partants :
  -  Leonardo Piepoli, non partant
  -  Rubens Bertogliati, non partant
  -  David de la Fuente, non partant
  -  Juan José Cobo, non partant
  -  Jesús del Nero Montes, non partant
  -  Josep Jufré, non partant

## Exclu
Riccardo Riccò, contrôlé positif à l'EPO (Saunier Duval-Scott)